# Tafelhof Palais

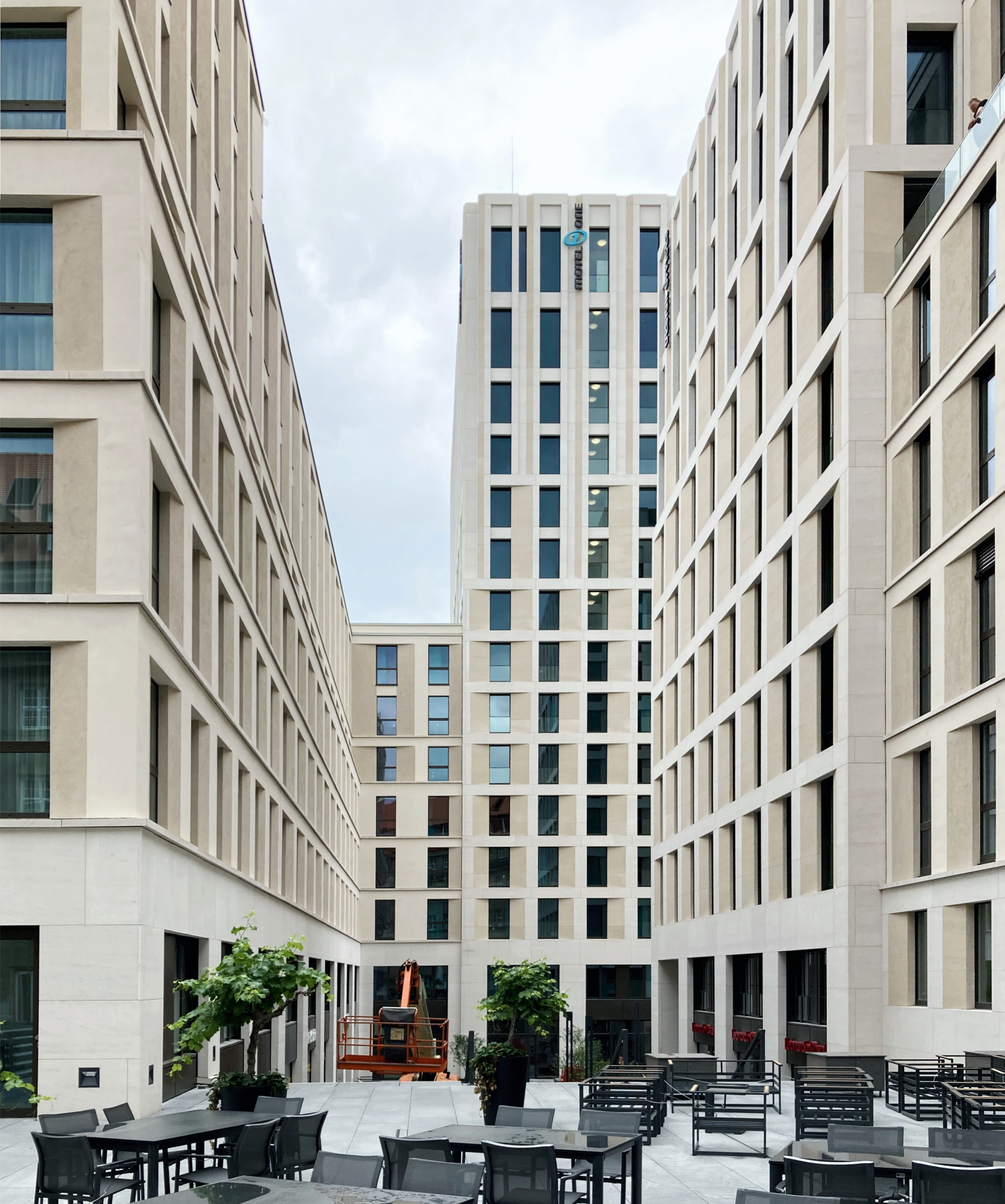
Tafelhof Palais (2021)

Das Tafelhof Palais ist ein Hotel- und Bürokomplex auf dem Gelände der ehemaligen Hauptpost in unmittelbarer Nachbarschaft zum Hauptbahnhof in Nürnberg.

## Gebäude und Planung
Das vierteilige Gebäude-Ensemble mit einer Gesamtfläche von rund 49.000 m² besteht aus zwei Hochhäusern mit zehn bzw. 15 Geschossen und zwei Gebäuderiegeln mit je sieben Geschossen. Der höhere Nordturm ist 53 m hoch. Für den Entwurf zeigten sich der Schweizer Architekt Max Dudler, für die Planung und Vermarktung die Hubert Haupt Immobilien Holding verantwortlich. Die meiste Fläche mit 16.700 m² und 559 Zimmern nimmt ein Hotel der Kette Motel One ein, rund 14.000 m² belegt ein Hotel der Kette Leonardo mit 238 Zimmern.
Nach dem Abriss der alten Hauptpost wurde im Frühjahr 2018 mit den Bauarbeiten begonnen. Der unter Denkmalschutz stehende Rundbau wird saniert und in das Ensemble integriert. Erhalten bleiben allerdings nur die Fassaden und die historischen Treppenhäuser, während die übrigen Räume entkernt werden sollen.
Die Ensemble wurde 2021 fertiggestellt.

## Helmut-Kohl-Platz
Nach einem Stadtratsbeschluss vom 22. April 2020 wurde der Platz zwischen den beiden Turmbauten des Tafelhof Palais am 16. Juli 2021 nach dem ehemaligen deutschen Bundeskanzler Helmut Kohl benannt.

## Galerie

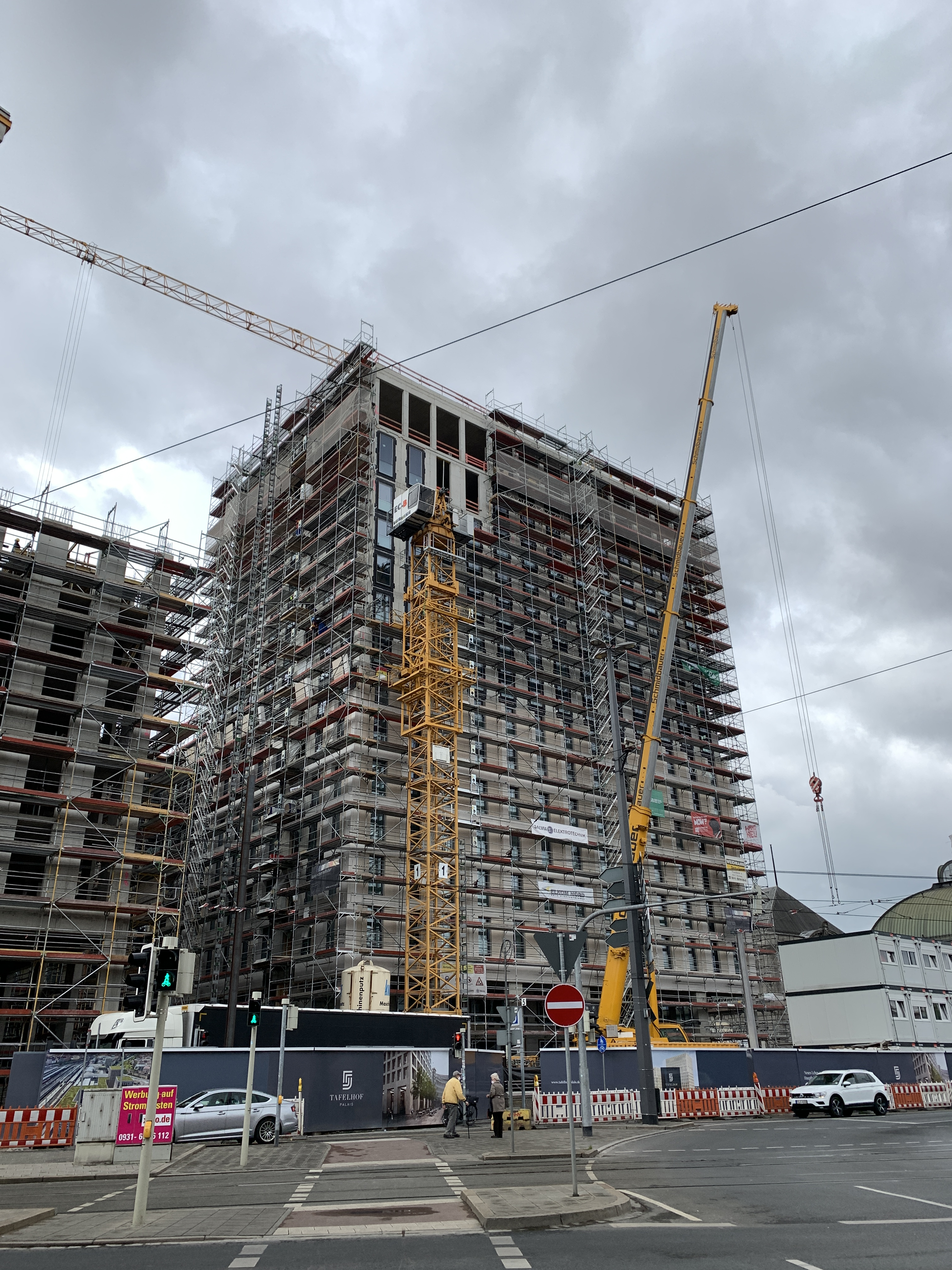
Tafelhof Palais Hochhaus (April 2020)
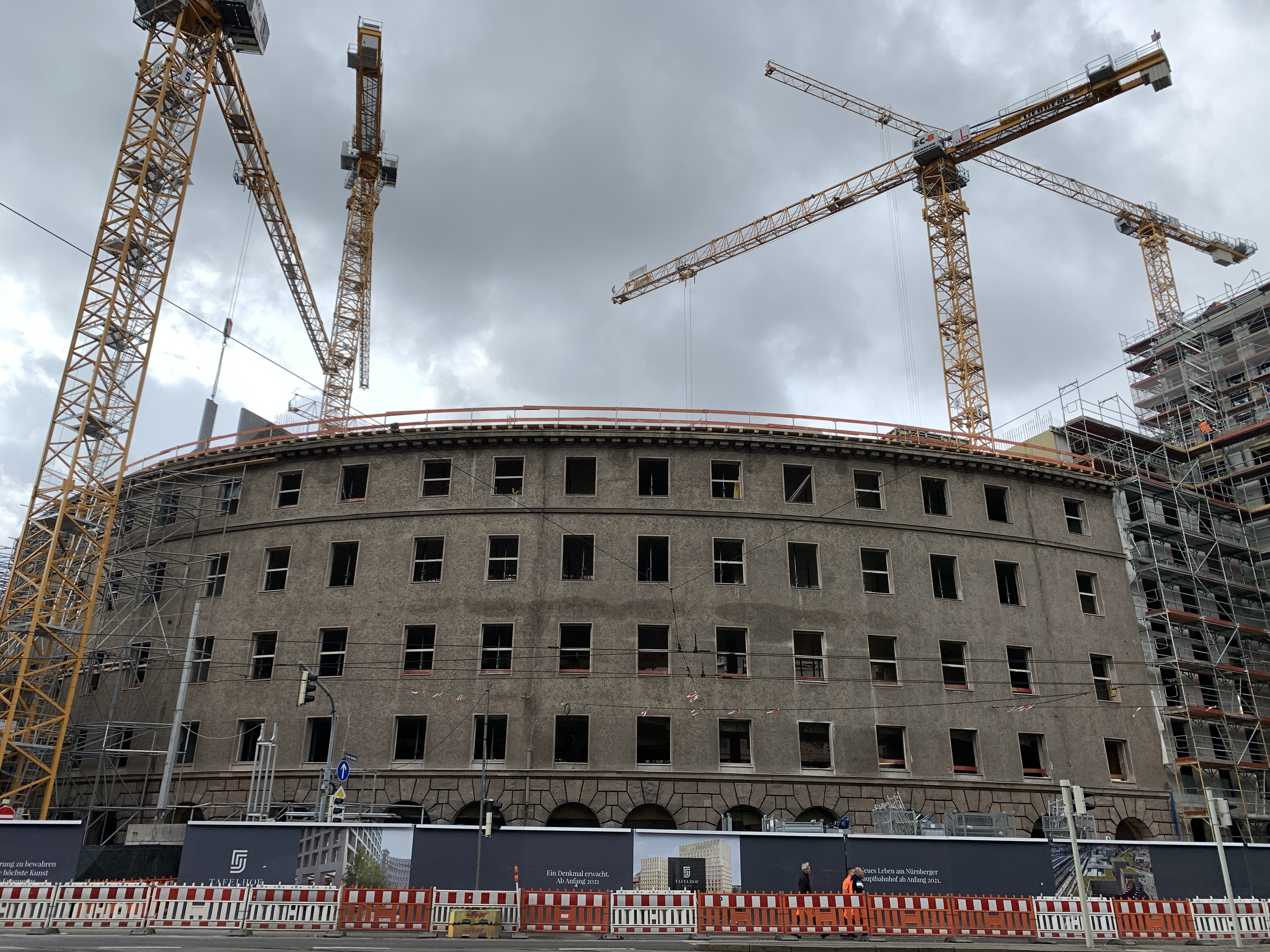
Tafelhof Palais Altbau (April 2020)
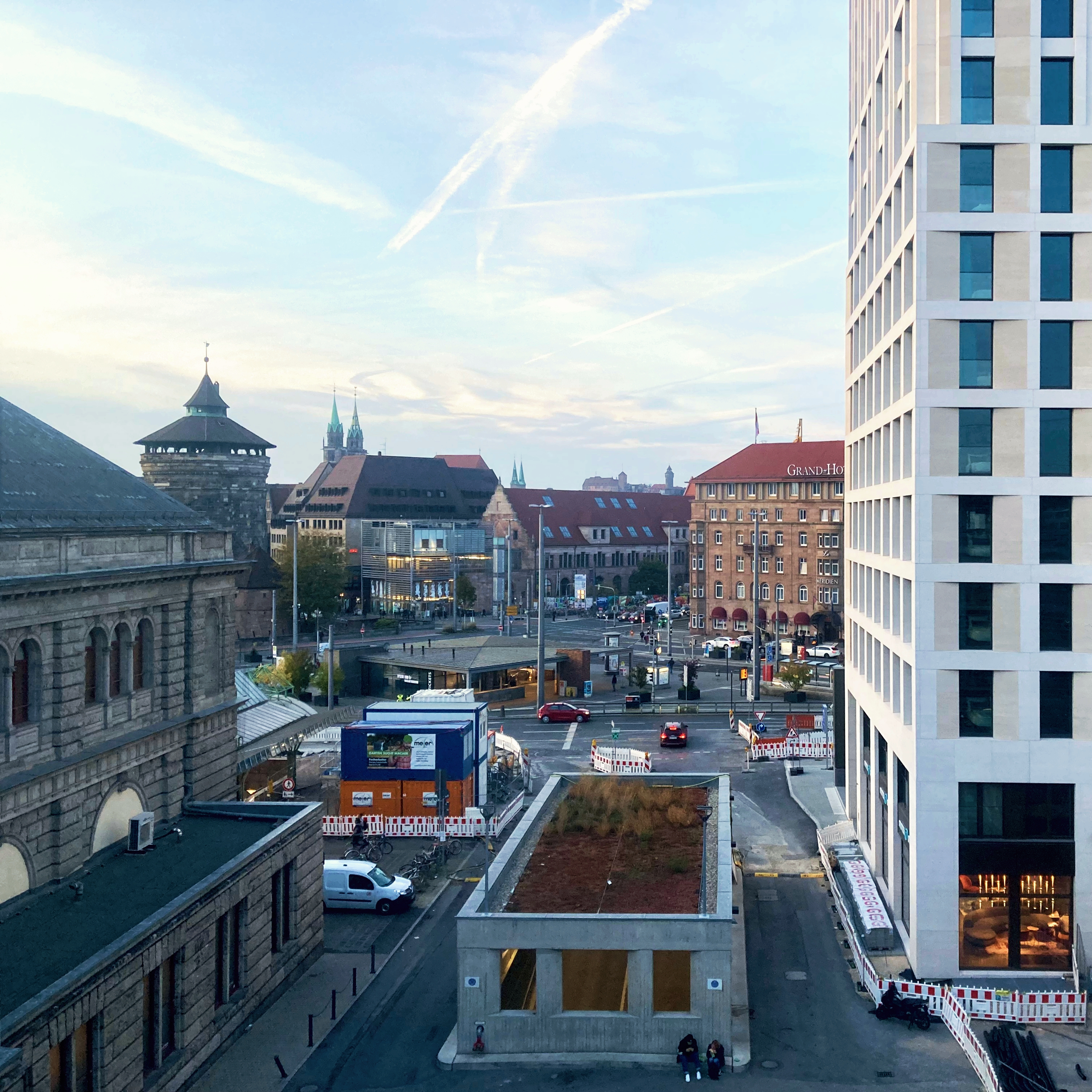
Tafelhof Palais mit Bahnhofsplatz (Oktober 2021)
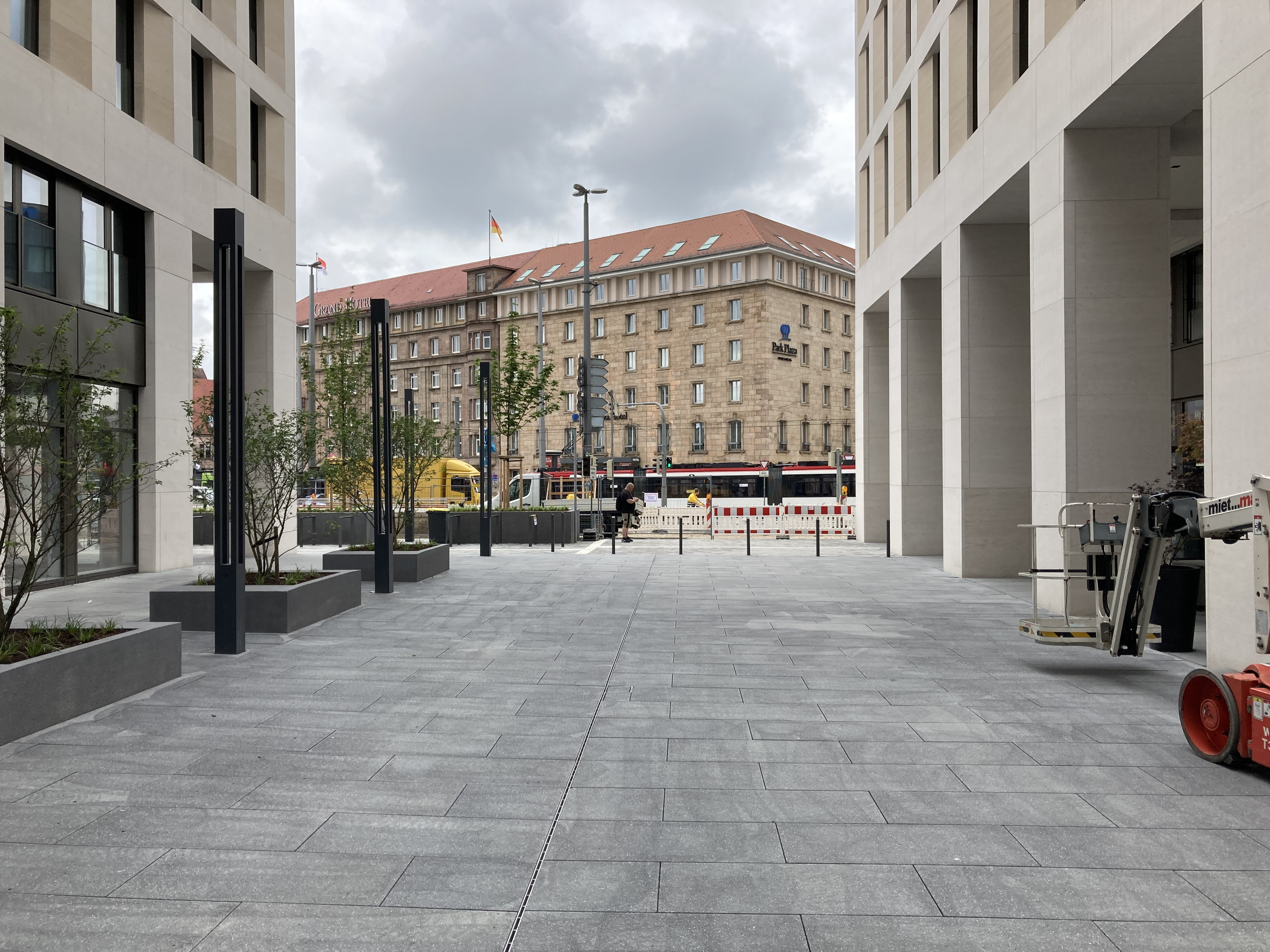
Blick vom Helmut-Kohl-Platz in Richtung Bahnhofsplatz (Juli 2021)
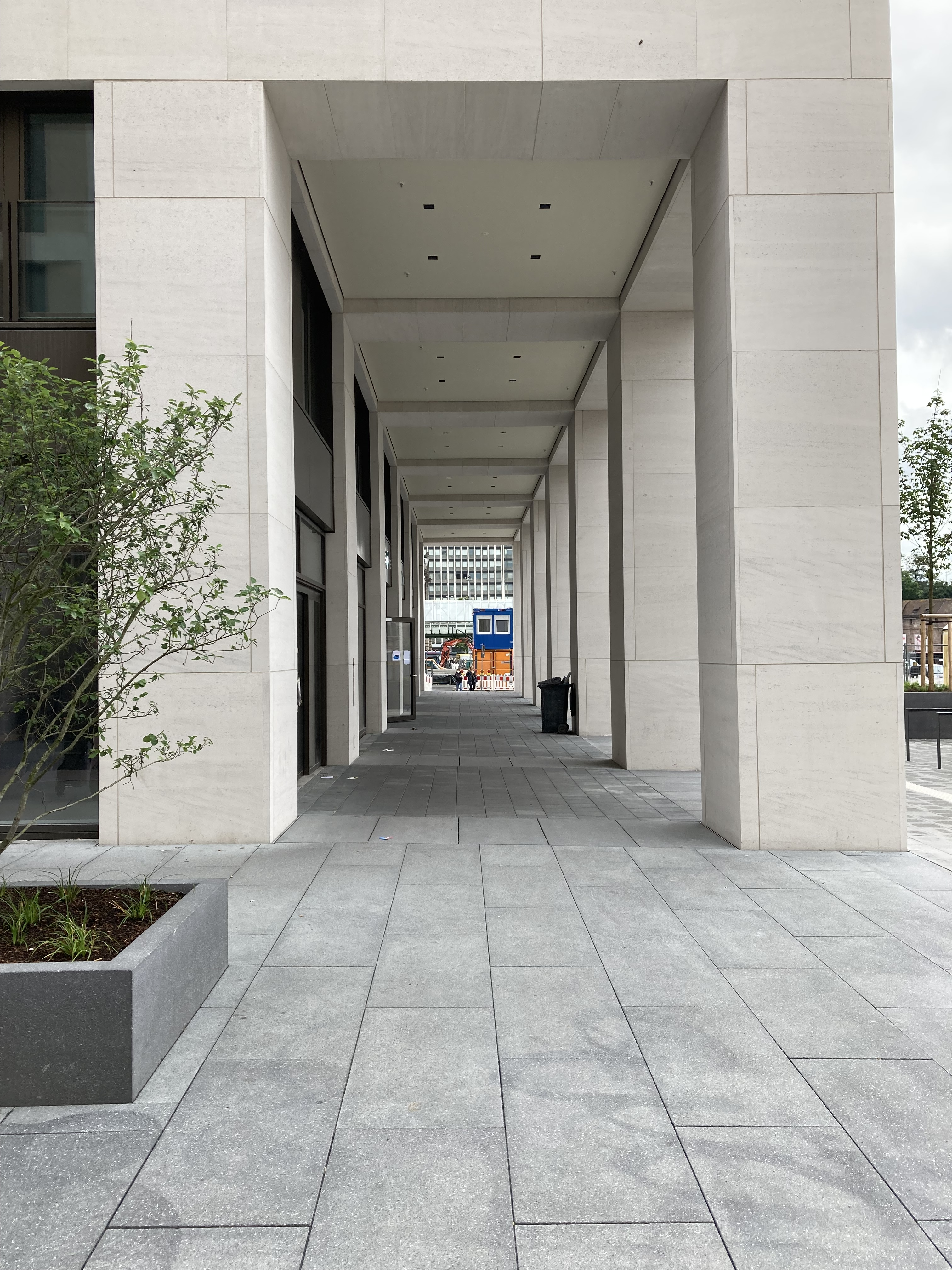
Kolonnaden (Juli 2021)
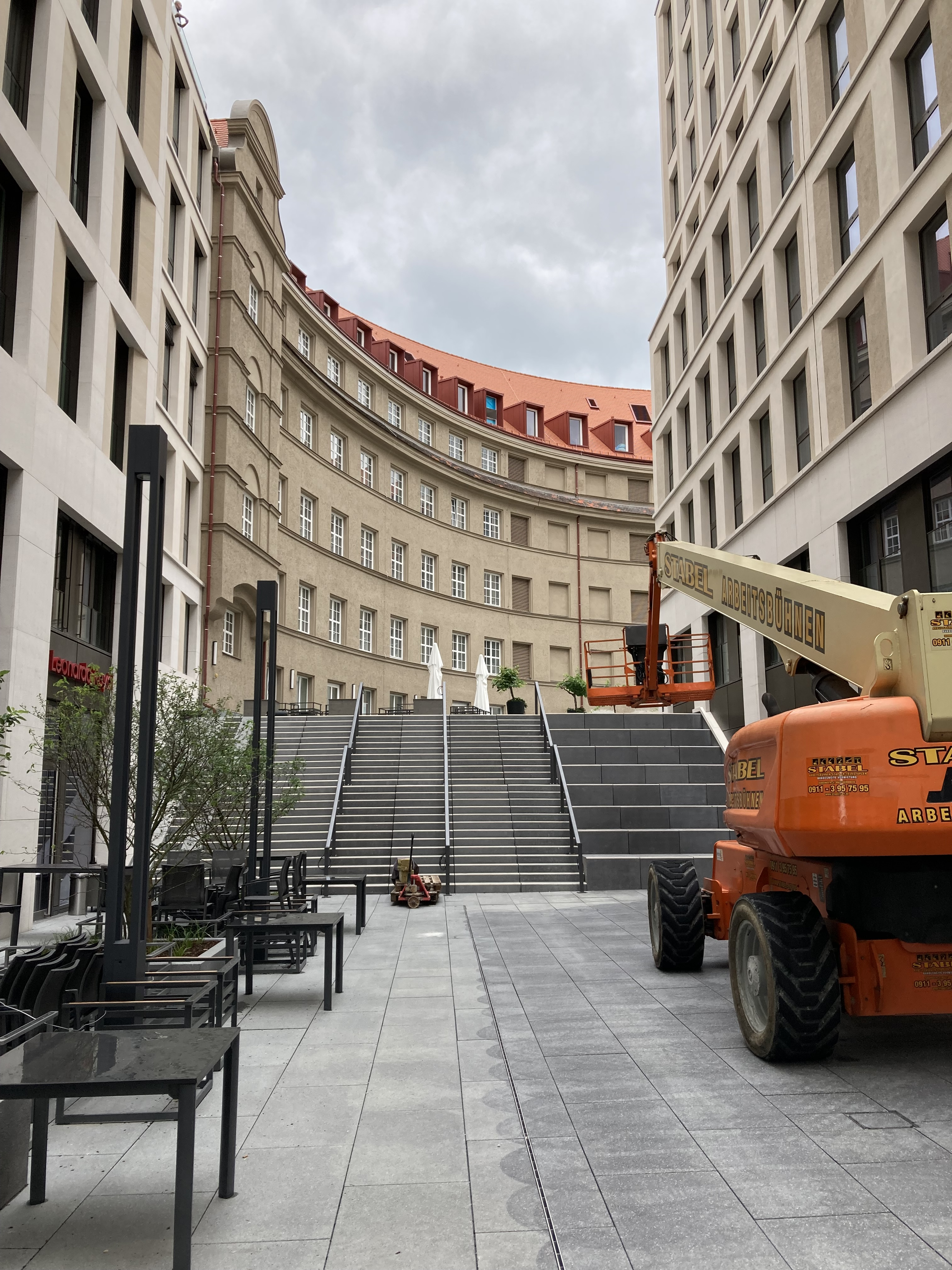
Treppe zum Innenhof (Juli 2021)
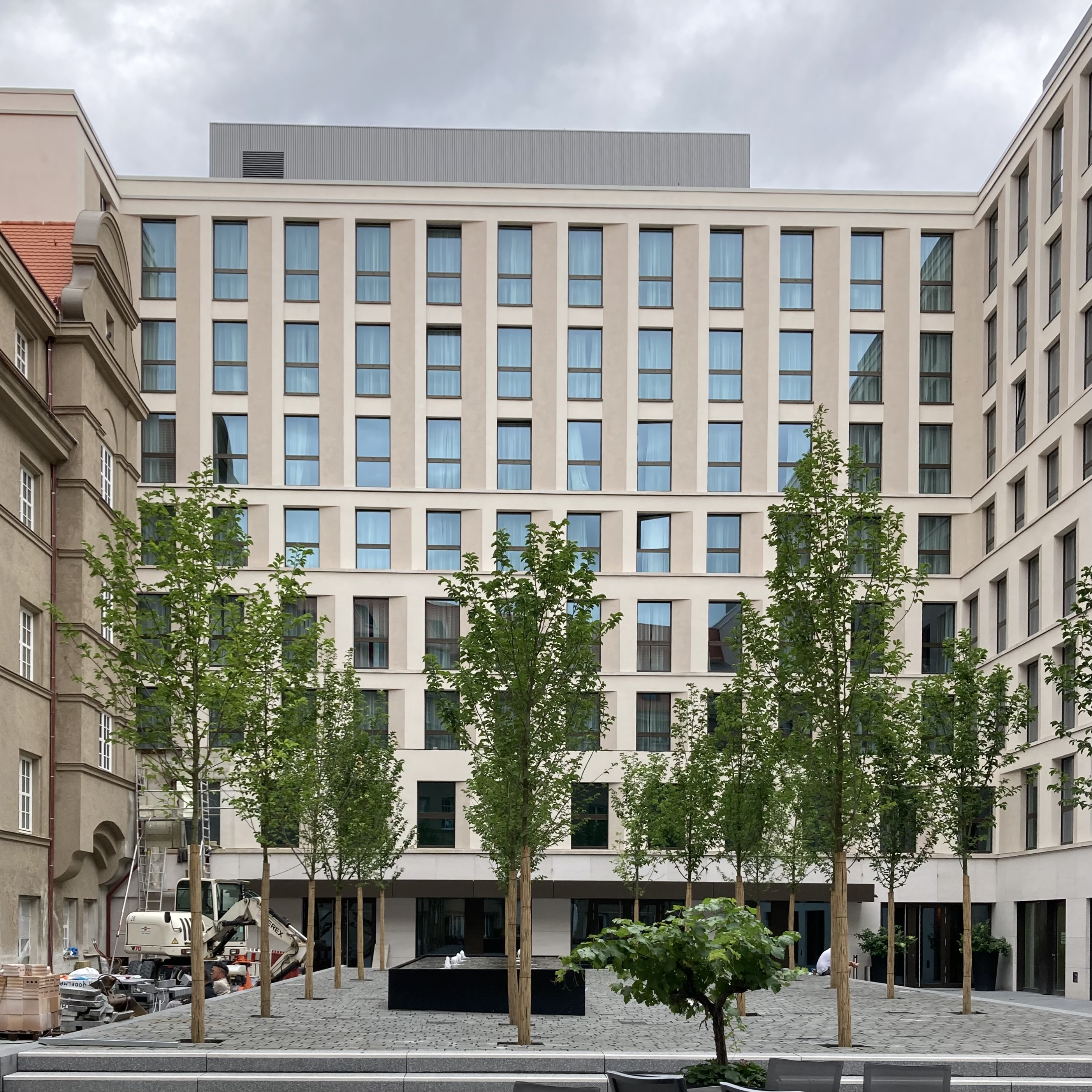
Innenhof (Juli 2021)
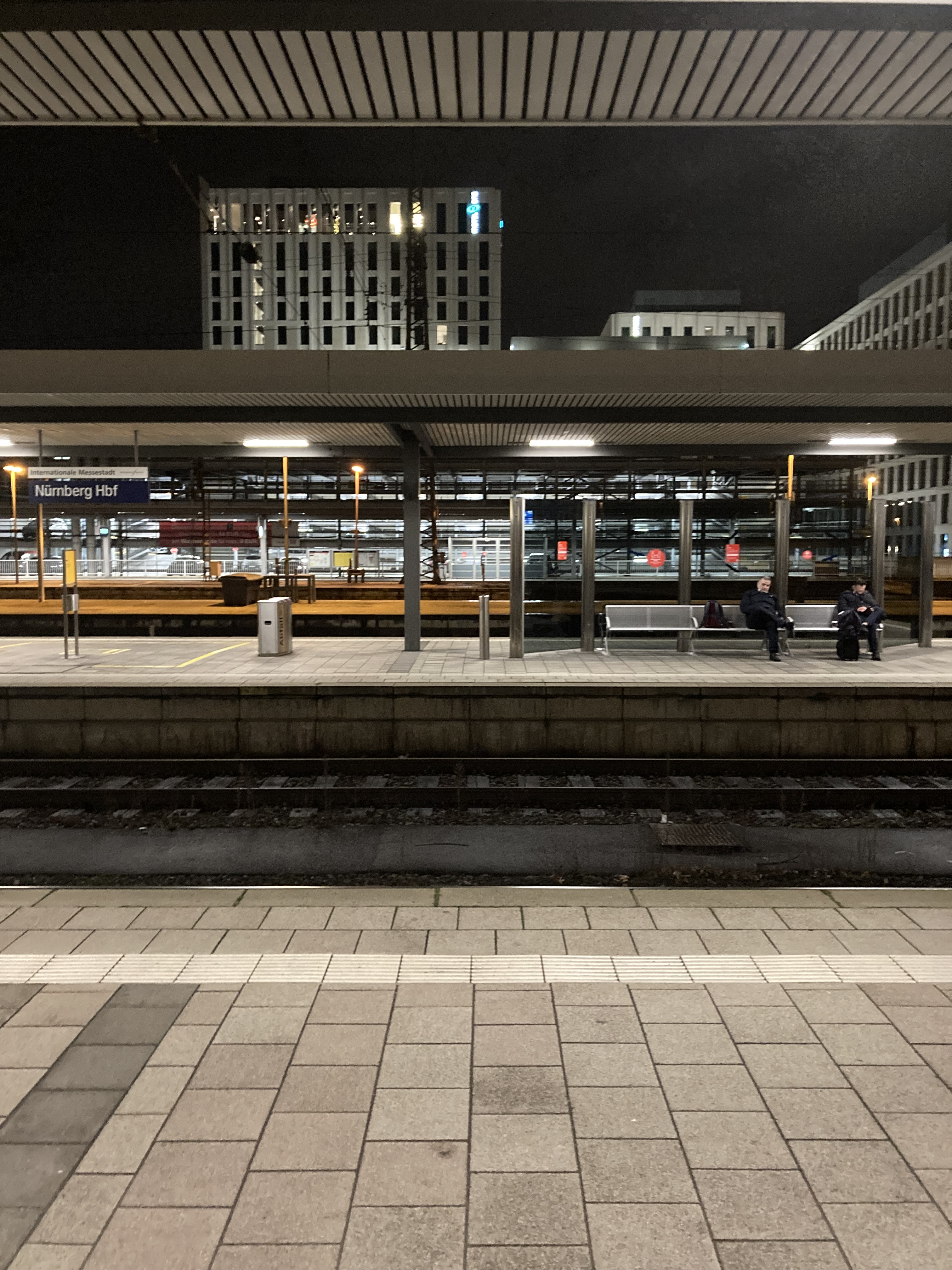
Blick vom Hauptbahnhof (Januar 2022)